# Iehor Demèntiev
Iehor Víktorovitx Demèntiev (en ucraïnès Єгор Вікторович Дементьєв; Krementxuk, província de Poltava, 12 de març de 1987) és un ciclista ucraïnès, que milita a l'equip ISD-Jorbi Continental. Nascut amb un braç més curt que l'altre, ha participat en els Jocs Paralímpics de 2012 i 2016.

## Palmarès
- 2009
  -  Campió d'Ucraïna sub-23 en ruta
- 2010
  -  Campió d'Ucraïna en critèrium
- 2017
  - 1r a la Minsk Cup
- 2018
  - Vencedor d'una etapa al Tour de Szeklerland